# ねこ自慢
『ねこ自慢』（ねこじまん）は、BS-TBSで毎週水曜日 23:00 - 23:54に放送している、猫専門のバラエティ番組。

## 概要
オープニングでのナレーションは「猫の、猫による、猫のための番組 ねこ自慢」（30分番組時代は「ウチのニャンコが一番かわいい! ねこ自慢」）。
2019年4月7日の放送開始から2020年9月26日までは30分番組であり、2020年3月29日までは毎週日曜日11:00 - 11:30で、同年4月4日から9月26日までは毎週土曜日13:30 - 14:00で、それぞれ放送された。
30分番組時代は、オープニングの直後からレポーターである猫好きのタレントが1名登場し、自慢の猫を飼っている飼い主の家を訪問。訪問先の猫と戯れたり、飼い主とともに別の取材先の猫の動画を一緒に視聴する。2020年は、特に3月以降はコロナ禍の中でロケ・取材が難しかったこともあって殆どが過去放送分の再放送となり、また新作でも飼い主とのやり取りはリモートが中心となった。
2020年10月7日より60分（厳密には54分）番組となり、毎週水曜日 22:00 - 22:54で放送された。60分番組化してからは、オープニングの直後に「MCねこ」が登場し、MCねこ（ナレーションの声は声優を起用）が番組の進行を担当している。ただ、フォーマット自体は30分番組時代と変わらず、毎回猫好きのタレントが1〜2名登場し、自慢の猫を飼っている飼い主の家などを訪問し猫を紹介するほか、飼い主とともに別の取材先（こちらはスタッフのみ訪問）の猫の動画を一緒に視聴する。このほか、猫写真家である沖昌之の撮影紀行に同行する企画を放送することもある。
新作の放送は原則として月2回であり（稀に3回）、新作以外の週は再放送（60分番組化以降分）または傑作選を放送する。なお、傑作選は不定期で深夜に放送することもある。
過去の企画では、30分番組時代と、60分番組の初期はエンディングで番組宛てに投稿された飼い猫の画像を紹介していたほか、不定期で『ねこのきもち』（ベネッセコーポレーション）とのコラボ企画「勝手にねこ自慢賞」の発表と表彰も行っていた。
2021年4月より、TVer等による見逃し配信がスタート。
2021年10月6日より、放送時間が60分繰り下げの水曜日 23:00からに変更された。
一部の地域では、地上波放送の系列テレビ局でも放送されることがある（CBCテレビなどで実施）。

## 出演者
ナレーション
- 三田ゆう子

MCねこ（60分番組化以降）
4代目のピースはイラストと簡易アニメーションである。
- じろうさん（2020年10月 - 12月） - 声：花江夏樹
- ふーちゃん（2021年1月 - 3月）[3] - 声：小林清志
- エースくん（2021年4月 - 12月） - 声：緒方恵美
- ピース（2022年1月 - ） - 声：緒方恵美

リポーター（特に注釈のない者は60分番組化後登場）
◆は30分番組時代の出演（60分番組化後の初期に出演ありも含む）
- スザンヌ◆
- 杉浦太陽◆
- 照英◆
- 林家たい平◆
- サンシャイン池崎[4]（60分番組化してからは最も登場頻度が高い）
- 菅良太郎（パンサー）[5]
- 高橋みなみ
- JOY
- キンタロー。
- 岩井勇気（ハライチ）
- 住吉美紀
- 鈴木砂羽
- 土屋アンナ
- 馬場園梓（元アジアン）
- 徳井義実（チュートリアル）
- カミナリ
- 白川裕二郎（純烈）
- 椿鬼奴
- 竹若元博（バッファロー吾郎）
- 栗原恵
- 白鳥久美子（たんぽぽ）
- 青木さやか
- 小林幸子
- 中野周平（蛙亭）
- 笠井信輔
- 前原滉
- U字工事
- ティモンディ
- 山崎紘菜
- 秋山寛貴（ハナコ）
- 村雨辰剛
- 藤原樹（THE RAMPAGE from EXILE TRIBE）
- アイパー滝沢
- 倉持明日香
- 高橋みなみ
- 平野ノラ
- 都留拓也（ラパルフェ）

### ご自宅訪問
- 三浦瑠麗 - 職場
- 青木さやか
- 白川裕二郎
- モーリー・ロバートソン
- 栗原恵
- ヒロシ - 都内ハウススタジオ
- 香川素子（競艇選手）
- 小林莉子（ガールズケイリン選手）
- 小野真弓
- 倉持明日香
- クリス・ヴァイス（プロレスラー）
- アイパー滝沢
- エスムラルダ

## オープニング・エンディング曲
- 矢野顕子「わたしのにゃんこ」

## BS5局との連動
2021年3月20日（土/春分の日）に14:30 - 16:00放送の民放BS5局リレー特番第2弾『バナナマンのBSはササルTV ズブズブスペシャル!』を放送。その中のコーナー5番手「DEEP」の中でサンシャイン池崎とともに登場。
総合MC
- バナナマン（設楽統・日村勇紀） - YOUは何しに日本へ? Classic、バナナマンのせっかくグルメ!!傑作選

アシスタント
- 宇内梨沙（TBSアナウンサー）

他局ゲスト
- 山田五郎 - ぶらぶら美術・博物館
- ヒャダイン - サウナを愛でたい
- アンガールズ （山根良顕・田中卓志）- 突撃!隣のスゴイ家
- 岡田圭右（ますだおかだ） - クイズ!脳ベルSHOW

## スタッフ
- 構成：高橋秀一
- CAM：斎藤和彦、薬袋孝人
- AUD：高木大介、鈴木裕之
- EED：石川雅彦
- MA：玉田良太
- 選曲：中嶋尊史
- 宣伝：梅本潤
- AD：杉山雄飛（TBS SPARKLE）、安田紗里奈（泉放送制作）
- ディレクター：黒本宏希、山本彩加、米谷直輝、高橋ゆう（泉放送制作）、入江優（泉放送制作）、中村順（TBS SPARKLE）、内田淳（TBS SPARKLE）
- AP：糸賀百合（TBS SPARKLE）
- プロデューサー：藤村卓也（ボトム）、島崎敏樹（泉放送制作）、小林直紀（アマゾンラテルナ）、高橋典代（TBS SPARKLE）
- 制作プロデューサー：平賀渉、朝岡慶太郎 ※2019年4月〜2020年10月まで
- 制作協力：TBS SPARKLE、ボトム、アマゾンラテルナ、泉放送制作
- 製作著作：BS-TBS